# 파르페틱!
《파르페틱!》(일본어: パフェちっく! 파페칫쿠[*])는 나나지 나가무의 일본 만화이다. 《마가렛》(슈에이샤)에서 2000년 9호부터 2007년 13호까지 연재됐다. 단행본 총 22권이며, 누계 500만부(디지털판도 포함).
2004년에는 슈에이샤에서 드라마 CD가 발매됐다.
2010년부터 2011년에 걸쳐서 대만에서 드라마화가 됐으며 2018년에는 일본에서 웹 드라마로 만들어졌다.

## 등장 인물
카메야마 후코 (일본어: 亀山 風呼) 
성우 - 코시미즈 아미
배우 - 타카하시 히카루
주인공. 모든 것이 ‘평범한’ 고등학생 2학년. 수다 떠는 것을 매우 좋아하며 머리카락을 만지는 것과 아이들과 노는 것을 좋아한다. 구구단의 7단과 4단을 모른다.
만화가 언니가 있으며 언제나 마감 전에는 보조를 담당하고 있다. 다이야가 입부하자 테니스부에 들어간다.
신포 다이야 (일본어: 新保 大也) 
성우 - 스즈무라 켄이치
배우 - 나카오 마사키
신보 이치와는 사촌 지간이다. 여자를 좋아한다. 후코를 좋아하지만 그 때문에 후코와 헤어지게 되며 도중에 테니스부에 들어간다.
신포 이치 (일본어: 新保 壱) 
성우 - 나미카와 다이스케
배우 - 하야시 유이치로
후코가 살고 있는 아파트의 윗 층에 다이야와 함께 살고 있다. 학생 회장이다. 1학년 1학기에는 급장도 맡는 수재.
후지 아키오 (일본어: 藤 秋桜) 
성우 - 야마자키 와카나
배우 - 카와조에 노아
앞뒤가 있는 성격이지만 착한 성격을 가진 후코의 테니스부 선배이다. 옛날에는 다이야를 좋아했지만 현재는 이소베와 교제중이다. 나중에는 이소베와 아이를 갖는다.
이소베 사토시 (일본어: 磯部 智) 
성우 - 키시오 다이스케
배우 - 카네시 모토
아키오의 연인이다. 농구부 소속이다. 개처럼 사람을 잘 따르는 성격이다.
코모리 치사 (일본어: 小森ちさ) 
배우 - 이가시라 마나미(X21)
후코의 친구이다. 다이야의 친구인 쿠로이와와 사귄다.
오바야시 마코 (일본어: 大林真子) 
배우 - 사오토메 유
후코의 친구이다. 고2가 되어서도 후코와 같은 반이다. 한 번 다이야의 친구에게 차였지만 다른 사람과 사귄다.
이오리 케이 (일본어: 伊織恵) 
배우 - 타테이시 하루카
이치와 다이야의 부모들이 경영하는 회사에서 일을 하고 있다. 이치에게 호감을 갇고 있다. 남자친구가 있지만 이치와 가끔 만나고 있다.
카게치카 (일본어: 影近) 
배우 - 구아마
이치를 좋아한다. 학생회 서기를 맡고 있다. 후코보다 한 학년 위이다.
신포 코토 (일본어: 新保古都) 
이치의 여동생이며 오빠를 좋아한다. 후코를 응원하고 있다.

## 줄거리
입학식 전날에 사촌 사이인 이치와 다이야가 아파트 윗층으로 이사를 왔다. 쿨하고 우수한 이치와 밝고 여자를 좋아하는 다이야는 대조적이다. 3명은 같은 고등학교이며 이치와 후코는 같은 반이다.
친절하고 여심을 자극하는 다이야에게 마음을 두는 후코. 하지만, 고백은 실패로 끝난다. 침울해진 후코를 이치가 위로하며 두 사람은 점점 사이 좋은 사이가 된다. 아직 다이야를 잊을 수 없던 후코에게 이치가 고백을 한다. 한 번 거절했지만 문화제에서 이치를 찾는 자신을 알게 되고 후코는 이치에게의 마음을 인정한다. 그리고, 두 사람이 가까워지려고 할 때에 이오리가 나타난다. 후코는 점점 불한해하지만 이치에게 마음을 전해주고 두 사람은 서로 좋아하게 된다. 하지만, 두 사람의 표정은 솔직히 행복을 느끼고 있는 것은 아니었다.
후코는 이오리를 계속 신경쓰여하는 이치에게 드디어 이별을 하자고 한다. 우는 후코를 다이야는 위로한다. 후코를 웃게 하려고 다이야는 후코와 많이 많나게 된다. 그리고, 섣달 그믐날에 이치는 이오리랑은 더 이상 만나지 않을거라고 결의를 하며 이별을 알린다. 다이야는 후코에게 고백한다. 후코는 행복을 바라는 다이야와 사귀기로 한다.
순조롭게 사귀고 있던 후코와 다이야이지만 어느 날에 이치가 후코에게 고백을 한다. 이오리와는 완전히 헤어졌다고 전하며 다이야에게도 후코가 좋다고 말한다. 다이야를 향한 후코의 마음은 변하지 않지만 다이야는 초조해한다. 두 사람은 어색한 사이가 되며 다이야는 후코에게 이별을 알린다. 그런 셋은 고등학생 2학년이 되며 같은 반이 된다. 복잡한 마음을 가진 채로 3명은 한 학기를 지낸다. 하지만, 다이야의 중국행이 결정되며 후코는 새삼스럽게 다이야를 추억으로 할 수 없는 자신을 알아차린다. 사랑하는 기분이 세 사람의 사이에서 요동쳐 움직인다. 하지만, 다이야를 향한 강한 마음을 잊을 수 없는 다이야의 중국행 직전에 다이야에게 다시 마음을 전하며 두 사람은 맺어졌다.

## 대만 드라마
《아사백회》(중국어 간체자: 爱似百汇, 정체자: 愛似百匯, 병음: aì shì bǎi huì, 주음 부호: ㄞˋ ㄙˋ ㄅㄞˇ ㄏㄨㄟˋ 아이스바이후이[*], 영어: Love Buffet, 일본어: パフェちっく!〜スイート・トライアングル〜→파르페틱! ~스위트 트라이앵글~)은 대만의 텔레비전 드라마이다.

### 방영 목록
FTV
최저 시청률과 최고 시청률은 시청률 조사회사와 지역별로 시청률에 차이가 있을 수 있습니다.
| 화수        | 부제             | 방송일                           | AGB 닐센 시청률 |
| ----------- | ---------------- | -------------------------------- | --------------- |
| 제1화       | 2010년 12월 19일 | 好想談戀愛                       | 1.12%           |
| 제2화       | 12월 26일        | 會怕的話幹嘛要談戀愛             | 1.04%           |
| 제3화       | 2011년 1월 2일   | 戀愛一定要油門踩到底!            | 0.88%           |
| 제4화       | 1월 9일          | 愛，就是好喜歡好喜歡到來不及準備 | 0.88%           |
| 제5화       | 1월 16일         | 戀愛≠選擇題 沒有標準答案         | 1.04%           |
| 제6화       | 1월 23일         | 愛情裡總是會有笨蛋               | 1.44%           |
| 제7화       | 1월 30일         | 愛情裡的謊言大都是用來騙自己     | 1.84%           |
| 제8화       | 2월 6일          | 同情≠愛情                        | 1.44%           |
| 제9화       | 2월 13일         | 不想失去你是否等於愛上你         | 1.12%           |
| 제10화      | 2월 20일         | 有種幸福叫做在一起               | 1.20%           |
| 제11화      | 2월 27일         | 兩人在一起≠愛♥情                 | 1.36%           |
| 제12화      | 3월 6일          | 兩人同時握緊對方才叫牽手         | 1.28%           |
| 제13화      | 3월 13일         | 昨天+今天=明天                   | 1.20%           |
| 평균 시청률 | 평균 시청률      | 평균 시청률                      | 1.22%           |

 후지 TV NEXT
| 화수   | 부제목                                      | 날짜            |
| ------ | ------------------------------------------- | --------------- |
| 제1화  | 恋したい! 연애하고 싶어!                    | 2011년 4월 27일 |
| 제2화  | 目覚めた恋心 눈 뜬 연정                     | 5월 4일         |
| 제3화  | 恋の不戦敗 사랑의 부전패                    | 5월 11일        |
| 제4화  | 手ごわい恋敵 만만치 않은 라이벌             | 5월 18일        |
| 제5화  | 恋率ゼロ?! 사랑률 제로?!                    | 5월 25일        |
| 제6화  | 失恋の味 사랑의 맛                          | 6월 1일         |
| 제7화  | 吹き抜けた恋の風 지나간 사랑의 바람         | 6월 8일         |
| 제8화  | 月夜の恋あかり 월야의 사랑빛                | 6월 15일        |
| 제9화  | 友達以上恋人未満 친구 이상 연인 미만        | 6월 22일        |
| 10화   | 新しい恋の始まり 새로운 사랑의 시작         | 6월 29일        |
| 제11화 | 気になる初恋の人 신경 쓰이는 첫 사랑의 사람 | 7월 6일         |
| 제12화 | 恋を邪魔しないで! 사랑을 방해하지마!        | 7월 13일        |
| 제13화 | ねじれた恋のベクトル 꼬여버린 사랑의 방향   | 7월 20일        |
| 제14화 | 独りよがりの恋 독선적인 사랑                | 8월 3일         |
| 제15화 | 恋人達のクリスマス 연인들의 크리스마스      | 8월 10일        |
| 제16화 | 恋のバランス 사랑의 밸런스                  | 8월 17일        |
| 제17화 | 恋愛前線 停滞中 연애전선 정체중             | 8월 24일        |
| 제18화 | 恋する散歩道 사랑하는 산책길                | 8월 31일        |
| 제19화 | 失くした恋のかけら 잃어버린 사랑의 조각     | 9월 7일         |
| 제20화 | 恋のトライアングル 사랑의 트라이앵글        | 9월 14일        |

### 캐스트
| 연기자              | 대만판            | 일본판                   |
| ------------------- | ----------------- | ------------------------ |
| 린위                | 후샤오펑 (胡小風) | 카메요마 후코 (亀山風呼) |
| 천이루 (페이룬하이) | 싱다예 (邢大業)   | 신포 다이야 (新保大也)   |
| 옌아룬 (페이룬하이) | 싱이청 (邢一誠)   | 신포 이치 (新保壱)       |
| 왕신루              | 추잉 (秋櫻)       | 후지 아키오 (藤秋桜)     |
| 수 (동성위)         | 장웨이지 (張維基) | 이소베 사토시 (磯部智)   |
| 웨이웨이            | 샤오썬 (小森)     | 코모리 치사 (小森ちさ)   |
| 왕이원              | 좡다린 (莊大林)   | 오바야시 마코 (大林真子) |
| 허우페이천          | 잉즈 (穎芝)       | 이오리 케이 (伊織恵)     |
| 안신야              | 이징 (宜靜)       | 카게치카 (影近)          |
| 프란시스            | 싱구두 (邢咕嘟)   | 신포 코토 (新保古都)     |

### 음악
여는 곡
- 〈守護星 / 수호성〉(페이룬하이)

닫는 곡
- 〈誤會 / 오해〉(페이룬하이)

### 소프트웨어

#### DVD
| 판매처 | 포니 캐년 | 발매처 | 리츠 프로덕션 |

- 《パフェちっく!〜スイート・トライアングル〜ノーカット版 DVD-BOXI / 파르페틱! ~스위트 트라이앵글~ 노컷판 DVD-BOXI》(2011년 11월 25일)
- 《パフェちっく!〜スイート・トライアングル〜ノーカット版 DVD-BOXII / 파르페틱! ~스위트 트라이앵글~ 노컷판 DVD-BOXII》(2011년 12월 21일)

### 일본 국내 방송국
| 지역        | 방송 채널    | 방송 기간                          | 방송 시간                                     | 방송 네트워크  |
| ----------- | ------------ | ---------------------------------- | --------------------------------------------- | -------------- |
| 일본 전역   | 후지 TV NEXT | 2011년 4월 27일 ~ 9월 14일         | 수요일 저녁 7시 ~ 7시 50분                    | CS 방송        |
| 일본 전역   | BS 재팬      | 2011년 11월 14일 ~ 12월 8일        | 월 ~ 목 낮 1시 ~ 2시                          | BS 방송        |
| 긴키 광역권 | 아사히 방송  | 2011년 11월 31일 ~ 2012년 3월 22일 | 목요일 새벽 2시 13분 ~ 3시 13분 (수요일 심야) | TV 아사히 계열 |
| 지바현      | 지바 TV      | 2012년 4월 5일 ~ 8월 30일          | 목요일 밤 8시 ~ 9시                           | 독립 방송국    |

| 마이니치 방송 목요일 새벽 2시 13분 ~ 3시 13분 (수요일 심야) 시간대 | 마이니치 방송 목요일 새벽 2시 13분 ~ 3시 13분 (수요일 심야) 시간대                 | 마이니치 방송 목요일 새벽 2시 13분 ~ 3시 13분 (수요일 심야) 시간대 |
| 이전 작품                                                          | 작품명                                                                             | 다음 작품                                                          |
| ------------------------------------------------------------------ | ---------------------------------------------------------------------------------- | ------------------------------------------------------------------ |
| 愛∞無限 애∞무한 (2011년 6월 29일 ~ 2011년 11월 16일)               | パフェちっく! 파르페틱! (2011년 11월 30일 ~ 2012년 3월 21일) ※본 방송까지가 드라마 | 단행 특별 방송 시간대 (2012년 3월 28일)                            |

## 웹 드라마
2018년 3월 31일, 후지 TV 온 디맨드에서 공개를 시작했다.
2018년 7월 12일부터 9월 13일까지 지상파 후지 TV(간토 로컬)의 W나이트 시간대 (목요일 새벽 12시 55분 ~ 1시 25분, 수요일 심야)에 방송됐다.

### 방영 일정
| EP            | 웹 영상 공개 날짜 | 후지 TV 방영 날짜 | 채널W 방영 날짜 |
| ------------- | ----------------- | ----------------- | --------------- |
| Episode 01    | 2018년 3월 31일   | 2018년 7월 12일   | 2020년 3월 2일  |
| Episode 02    | 4월 7일           | 7월 19일          | 2020년 3월 2일  |
| Episode 03    | 4월 14일          | 7월 26일          | 3월 9일         |
| Episode 04    | 4월 21일          | 8월 2일           | 3월 9일         |
| Episode 05    | 4월 28일          | 8월 9일           | 3월 16일        |
| Episode 06    | 5월 5일           | 8월 16일          | 3월 16일        |
| Episode 07    | 5월 12일          | 8월 23일          | 3월 23일        |
| Episode 08    | 5월 19일          | 8월 30일          | 3월 23일        |
| Episode 09    | 5월 26일          | 9월 6일           | 3월 30일        |
| Final Episode | 6월 2일           | 9월 13일          | 3월 30일        |

### 원작과 다른 점
- 다이야가 들어가고 이어서 후코가 들어간 부활동이 원작에서는 테니스부였지만 웹 드라마에서는 댄스부이다.

| 채널W 월요일 프로그램 |           |                                |
| 이전                  | 파르페틱! | 다음                           |
| 채널W 드라마 재방송   | 파르페틱! | 남자친구를 대출받아서 샀습니다 |
| 오후 9시              | 오후 10시 | 오후 11시                      |
|                       |           |                                |

| 후지 TV 목요일 새벽 12시 55분 ~ 1시 25분 (수요일 심야) 시간대]]                                                                                   | 후지 TV 목요일 새벽 12시 55분 ~ 1시 25분 (수요일 심야) 시간대]]                      | 후지 TV 목요일 새벽 12시 55분 ~ 1시 25분 (수요일 심야) 시간대]] |
| 이전 작품 | 작품명                                                                               | 다음 작품                                                       |
| --- | ------------------------------------------------------------------------------------ | --------------------------------------------------------------- |
| グッドモーニング・コール our campus days 굿모닝 콜 our campus days (2018년 4월 19일 ~ 2018년 6월 28일) - 방송 시간이 《파르페틱!》보다 25분 길다. | パフェちっく! 파르페틱! (2018년 7월 12일 ~ 2018년 9월 13일) - 여기까지 드라마 시간대 | INGRESS THE ANIMATION - 여기서부터 애니메이션 시간대 ‘+Ultra’   |
| 채널W 월요일 밤 10시 ~ 11시 |                                                                                      |                                                                 |
| 형사의 눈빛 (2020년 2월 3일 ~ 2020년 2월 18일) - 밤 9시부터 11시까지 2회 연속 방송                                                                | 파르페틱! (2020년 3월 2일 ~ 2020년 3월 30일)                                         | -                                                               |

### 참조주
1. 1 2 3  “高橋ひかる、ドラマ初主演決定　中尾暢樹らと「パフェちっく！」実写化” [타카하시 히카루, 드라마 첫 주연 결정 나카오 마사키 등등 “파르페틱!” 실사화中]. 《モデルプレス》 (일본어) (ネットネイティブ). 2018년 3월 16일. 2018년 3월 16일에 확인함.